# روهی (منطقه تربیچ)
روهی (به چکی: Rohy) یک منطقهٔ مسکونی در جمهوری چک است که در منطقه تربیچ واقع شده‌است. روهی ۶٫۳۹ کیلومتر مربع مساحت و ۱۲۴ نفر جمعیت دارد و ۴۷۳ متر بالاتر از سطح دریا واقع شده‌است.